# César Manrique
Pour les articles homonymes, voir Manrique.
César Manrique, né le 24 avril 1919 à Arrecife et mort le 25 septembre 1992  à Tahiche, était un peintre, sculpteur et écologiste, principalement connu pour ses projets architecturaux en tant que directeur artistique et son influence décisive sur le développement durable de Lanzarote.

## Biographie
César Manrique grandit dans les environs de la lagune de « San Ginés », sur l'île de Lanzarote. Il a un frère et deux sœurs dont l'une est sa jumelle. Il va à l'école à Lanzarote ; plus tard, il suit un cours d'urbanisme à l'université de San Cristóbal de La Laguna sur l'île voisine de Tenerife.
César Manrique passe ses vacances d'été avec la famille dans le nord-ouest de Lanzarote, à Famara, un petit village de pêcheurs. Les falaises de la côte locale ainsi que la météo changeante avec ses jeux de couleurs sur les rochers l'impressionnent fortement dès sa jeunesse.
À 23 ans, il réalise sa première exposition, à Arrecife, la capitale de l'île de Lanzarote. En 1945, il fréquente l'école des beaux arts « San Fernando » à Madrid et où il obtient en 1950 une maîtrise en dessin et en peinture.
En 1954, César Manrique devient, avec d'autres artistes, un suiveur tardif du surréalisme. Il ouvre la première galerie d'art non figuratif d'Espagne, la galerie « Fernando Fé » à Madrid.
En 1964, Nelson Rockefeller invite l'artiste aux États-Unis où il expose pendant quatre ans à Houston et à New York, dans la galerie « Catherine Viviano ». De retour à Lanzarote, César Manrique fonde le projet de transformer son île natale en l'un des endroits les plus beaux du monde. Pour réaliser ce projet, il arrive à convaincre Pepin Ramírez, un vieil ami de la famille devenu en 1960 président du cabildo de Lanzarote. Ce projet prévoit de n'autoriser que la méthode de construction traditionnelle de Lanzarote, de renoncer aux bâtiments de plus de deux étages et même de supprimer tous les panneaux publicitaires situés sur les bords des routes.
César Manrique arpente lui-même l'île pour convaincre la population d'adhérer au style architectural de Lanzarote. Avec son ami et artiste Luis Ibañez, il achète une vieille maison à Yaiza. Il s'agit d'une des trois maisons restées debout après les éruptions volcaniques qui eurent lieu entre 1730 et 1736. À l'origine il voulait l'utiliser comme atelier mais en 1970, il la transforme en restaurant qui porte le nom de « La Era ».

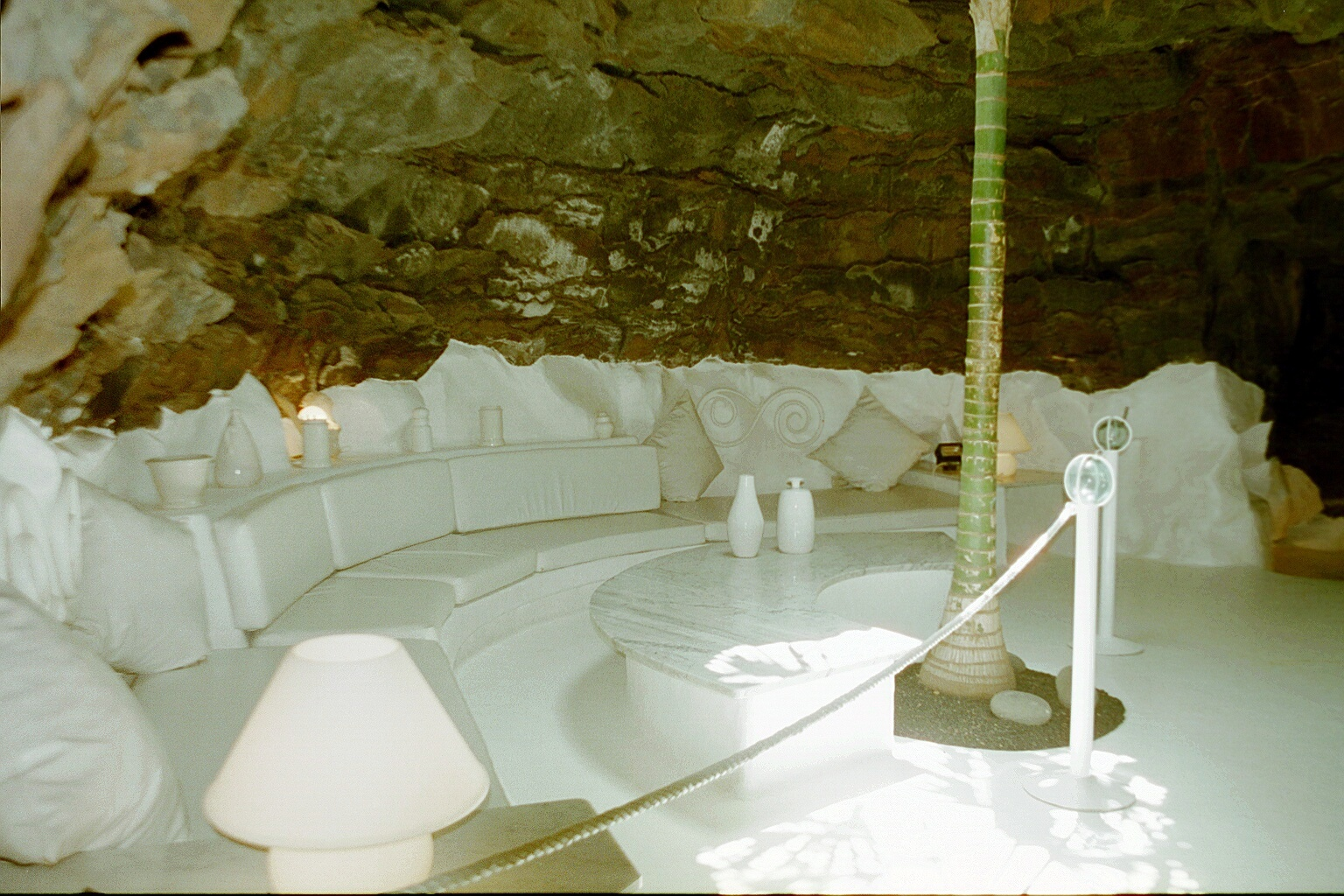
Bulles de lave...

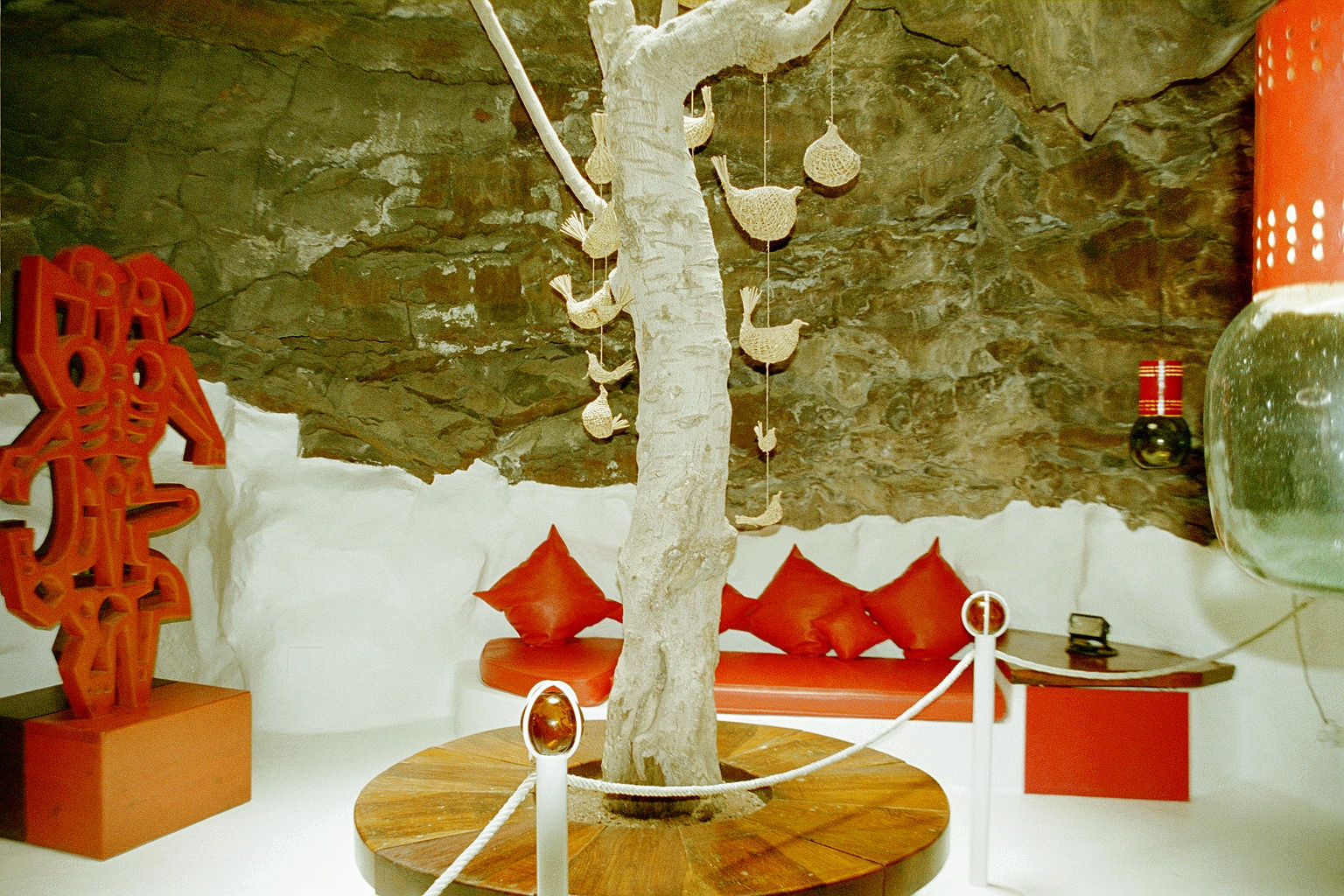
...en tant que pièces à vivre !

En 1970, lors d'une excursion à Tahiche, César Manrique découvre un figuier dont l'extrémité verte émerge d'une coulée de lave noire figée. Il décide alors de construire sa maison à cet endroit. Les propriétaires de cette terre ne veulent pas être payés car ils estiment qu'elle est sans valeur et ils proposent même à César Manrique de prendre tout le terrain dont il a besoin. L'artiste découvre lors de la construction cinq bulles de lave qu'il transforme en différentes pièces à vivre. C'est ici que sa fondation (Fundación) a vu le jour en 1982.
En 1974, César Manrique ouvre le centre culturel polyvalent « El Almacén », à Arrecife, et qui a pour objet d'être un lieu de rencontre pour tous ceux qui sont intéressés par l'art. La galerie d'art « El Aljibe » devait permettre à des artistes d'exposer leurs œuvres une première fois à Lanzarote.
En 1980, il reçoit la Médaille d'or du mérite des beaux-arts par le Ministère de l'Éducation, de la Culture et des Sports.
En 1988, il emménage dans une maison paysanne reconstruite par ses soins, à Haría.
Le 25 septembre 1992, vers midi, César Manrique perd la vie dans un accident de voiture à seulement 45 m de sa fondation, à Tahiche. Il est enterré au cimetière de Haría.
Au cours de sa vie, il a eu de nombreux contacts avec des personnalités célèbres comme Nelson Rockefeller, Rita Hayworth, le roi Hussein de Jordanie, Helmut Kohl, le premier ministre espagnol Felipe González, Luis Ibañez, Andy Warhol, Barbara Rosse et Alfredo Kraus.
C'est aussi à Manrique que l'on doit que le tourisme de masse reste modéré sur l'île de Lanzarote. Il s'est engagé pour la conservation de l'identité culturelle et des paysages de son île natale, ce qui lui valut les honneurs posthumes du gouvernement de l'île qui s'est engagé à poursuivre le chemin que Manrique avait tracé.

## Fondation
La fondation César Manrique a été créée par Manrique et un groupe d'amis en 1982 et inaugurée officiellement en mars 1992. Il s'agit là d'une fondation culturelle privée qui s'autofinance, ne poursuit pas de but lucratif et dont le rôle est de promouvoir et de développer les activités artistiques. Pour atteindre ces objectifs, Manrique a développé des programmes d'échanges dans les domaines de l'art, de l'environnement et de la culture. La fondation n'a pas seulement la vocation de servir de forum pour des expositions mais également pour des études et des débats. Elle cultive la mémoire, l'étude et la propagation de l'œuvre de Manrique.

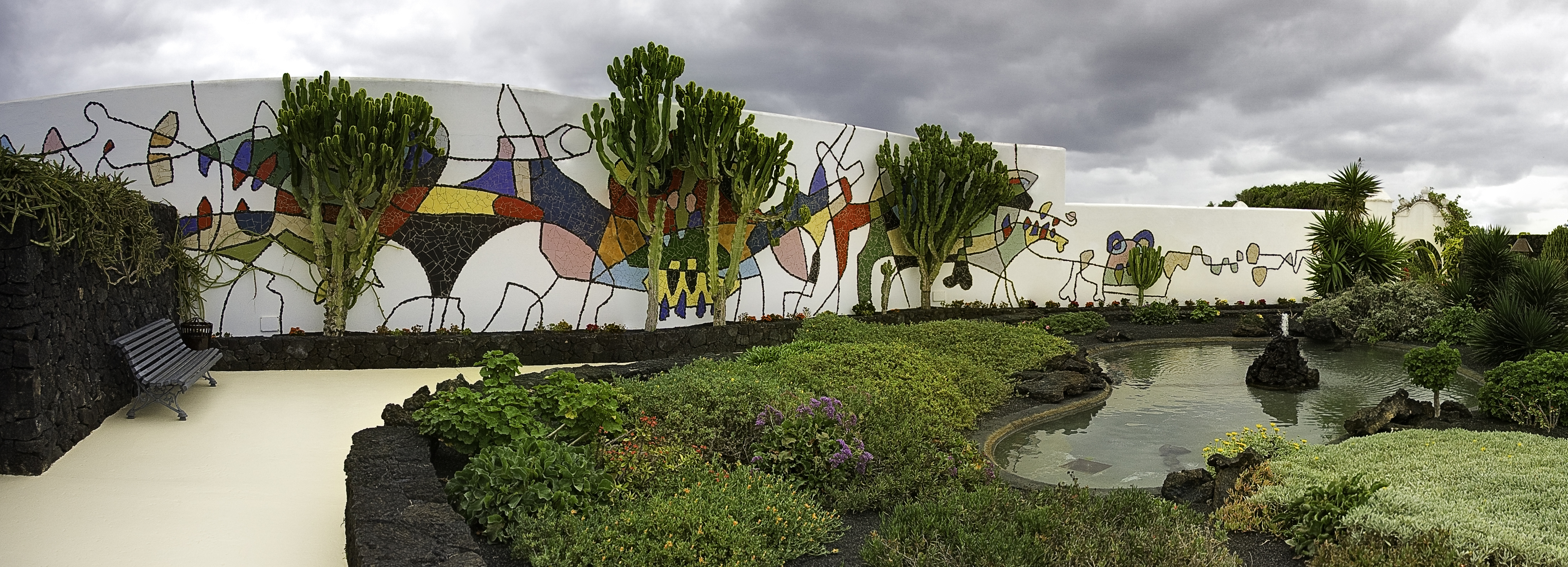
Fresque murale dans le jardin de la fondation.
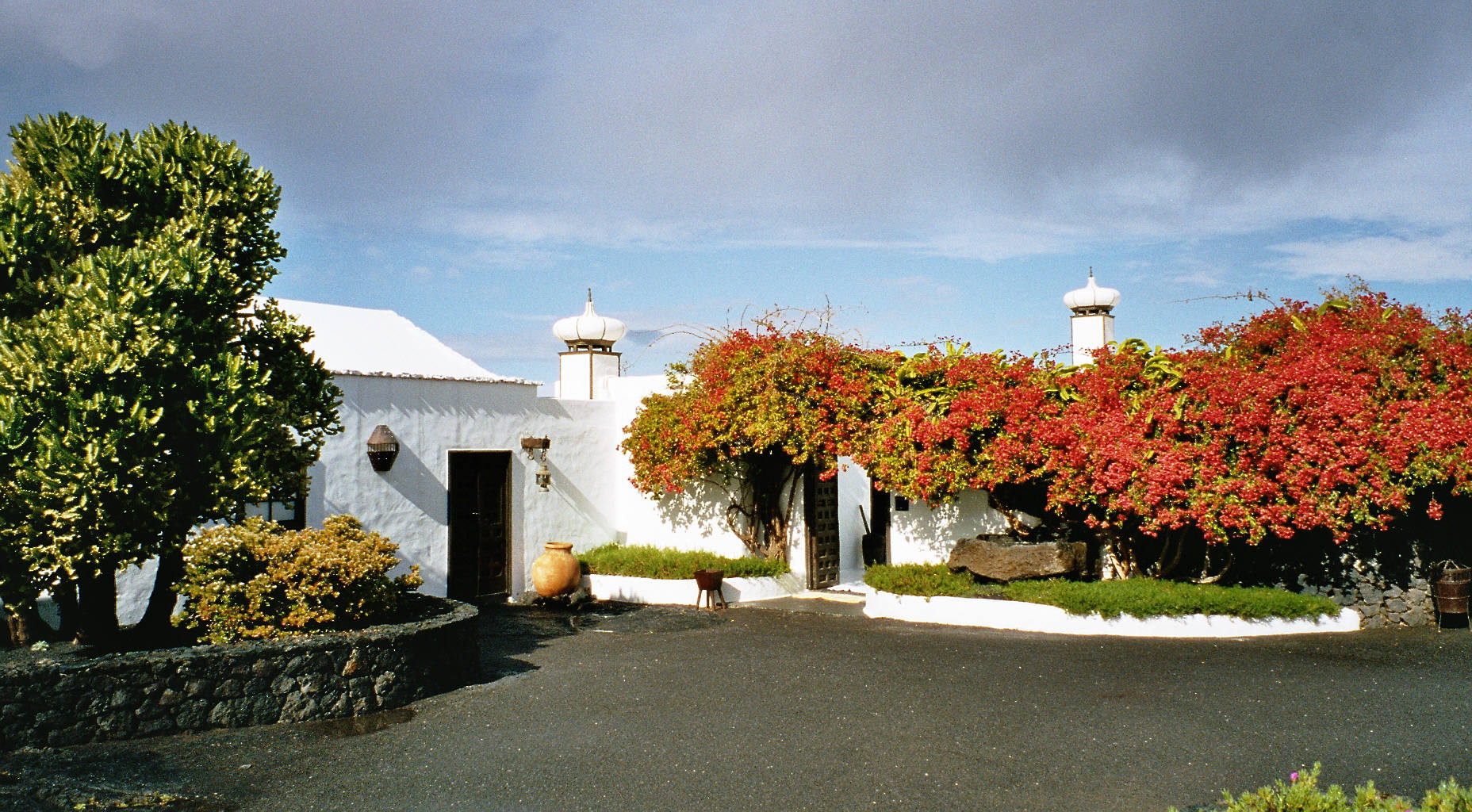
Entrée et bâtiment de la fondation.
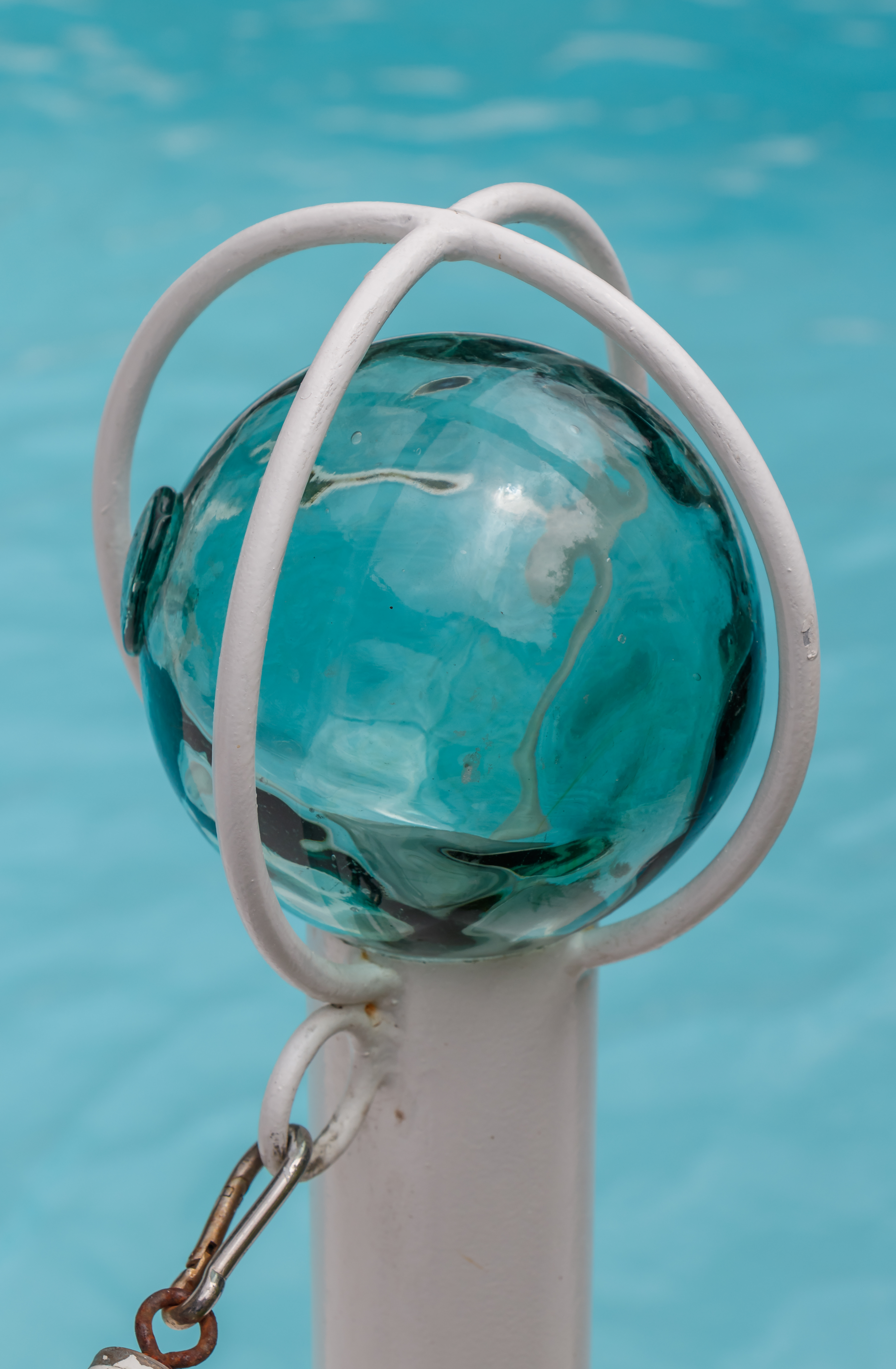
Un piquet à la fondation.

La fondation se situe aujourd'hui dans la maison et les dépendances de l'artiste. L'ensemble du complexe a été réaménagé par Manrique lui-même pour l'adapter à sa nouvelle fonction en tant que musée. La maison est bâtie sur un terrain de 30 000 m2 qui se trouve sur un fleuve de lave figé datant des éruptions qui eurent lieu entre 1730 et 1736. Le bâtiment a été érigé au-dessus de cinq grandes bulles de lave et comporte deux étages. La surface habitable est de 1 800 m2, à laquelle se rajoutent 1 200 m2 de terrasses et de jardins et 2 900 m2 pour le parking.
À l'étage supérieur, on reconnaît l'architecture traditionnelle de Lanzarote. Des éléments modernes comme de grandes surfaces vitrées et des volumes ouverts généreux y ont été rajoutés. À cet étage, il y avait la salle à manger, la cuisine (par la suite, l'œuvre graphique), une salle de séjour, la salle « Epacios », une chambre d'amis, la chambre à coucher de Manrique (aujourd'hui la salle « Bocetos ») ainsi qu'une salle de bain avec des espaces verts intégrés. L'étage inférieur s'étend sur cinq bulles de lave naturelles qui furent reliées entre elles par des tunnels. On y trouve un espace de détente, une petite surface de danse etc. et une végétation superbe. L'ancien atelier du peintre peut aussi y être visité. Un bar et un magasin se trouvent dans d'anciens garages.

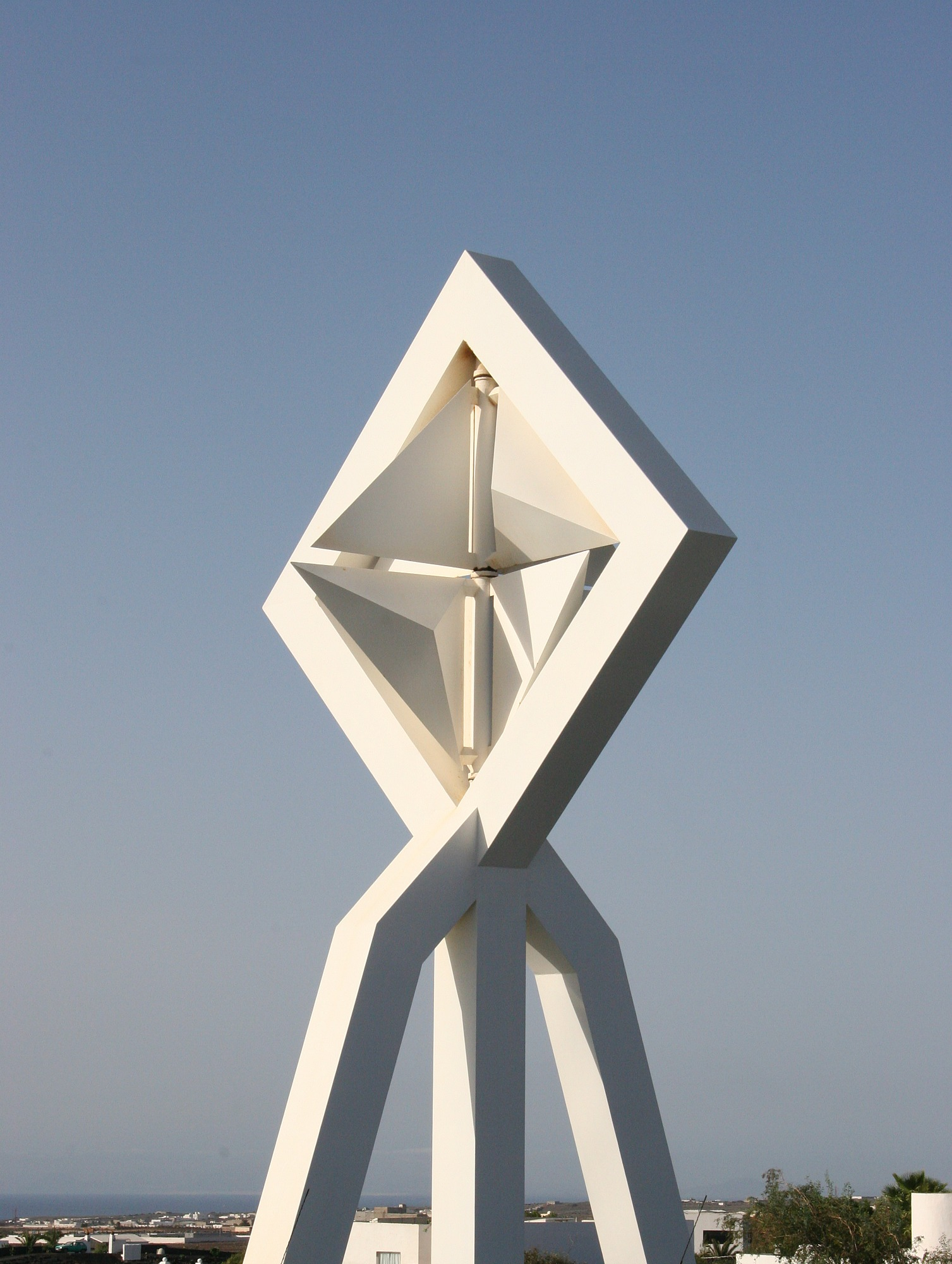
Sculpture mobile à Lanzarote.

Désormais, la fonction principale du bâtiment est d'être un musée. La transformation a été entièrement dirigée par Manrique lui-même. Des murs et des pièces ont été adaptés pour l'exposition de peintures et de sculptures. Les deux étages ont été reliés entre eux en 1992 par un escalier extérieur en basalte afin de permettre au visiteur d'effectuer un circuit. Le jardin avec l'étang et la fresque murale a été réalisé entre l'hiver 1991 et le printemps 1992. Le musée abrite la collection d'art contemporain de la fondation ainsi qu'une collection d'art contemporain des Canaries. Près de la sortie, on peut admirer une collection élargie de son œuvre picturale, la « Colección Manrique ».

## Art
Manrique comprend l'art comme une union étroite et harmonieuse entre l'Homme et la nature. Le fait que beaucoup de touristes comparent l'île volcanique de Lanzarote à « un tas de cendres et un champ de ruines » a déplu à Manrique durant toute sa vie. Il ressent son île natale comme une beauté naturelle sauvage et vivante qu'il veut transformer en une curiosité touristique d'exception. Manrique développe plusieurs attractions touristiques pour Lanzarote et les îles voisines.

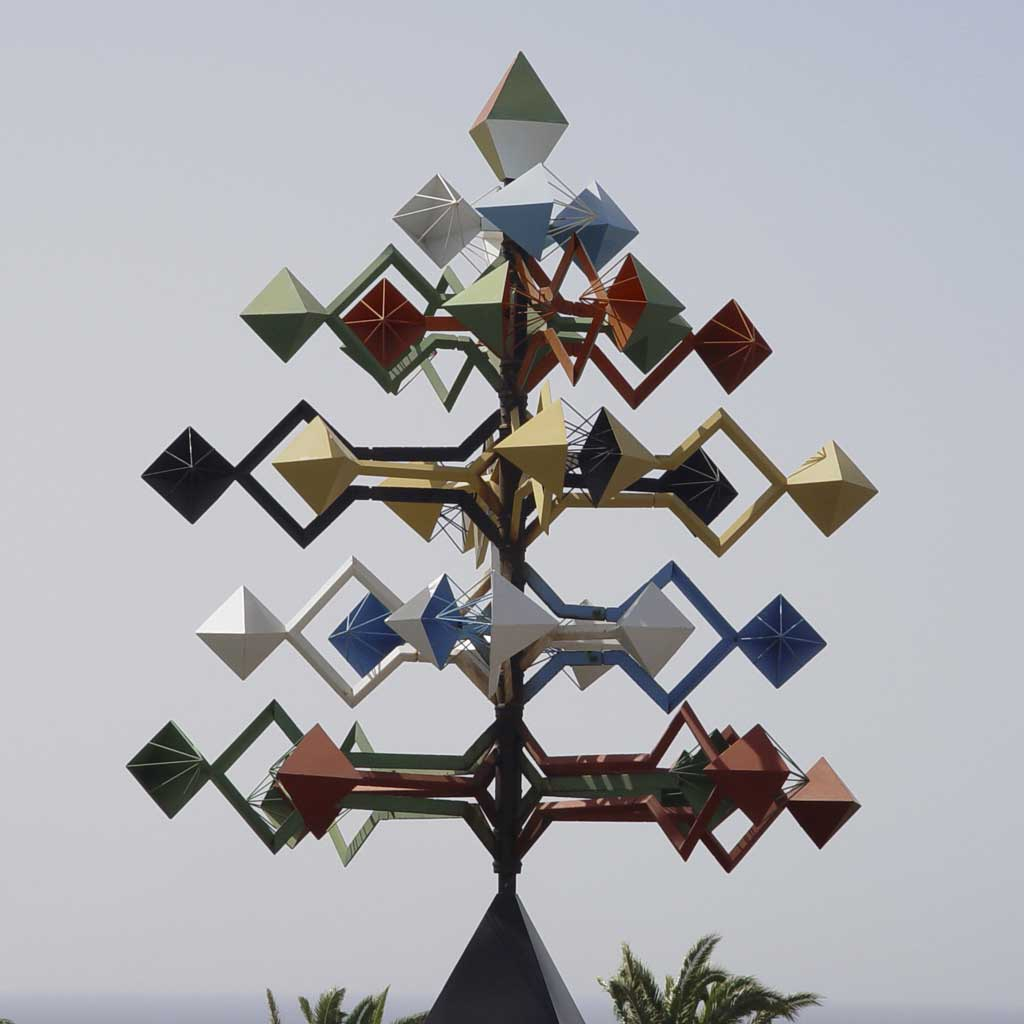
Sculpture mobile de Manrique.

La caractéristique principale de son art architectural est l'intégration de rochers, de pierres et de coulées de lave figées dans un lieu de vie harmonieux. Il utilise fréquemment des matériaux naturels bruts en contraste avec des formes rondes et douces façonnées à la main. Les couleurs utilisées sont souvent le noir et le gris (pierre de lave) ainsi que le blanc (calcaire et vernis). L'atmosphère de ces pièces artistiques est en général soulignée avec de la musique spirituelle, méditative, afin que la visite de ces lieux devienne un plaisir pour les sens. À l'extérieur des bâtiments, Manrique parvient aussi à nous surprendre avec des sculptures mobiles mises en mouvement par les vents alizés.
Manrique se définit lui-même en premier lieu comme étant un peintre. On lui attribue un rôle de pionnier dans le mouvement espagnol d'art abstrait et il passe pour s'être inspiré du surréalisme. La simplicité et la clarté de ses peintures et de ses œuvres architecturales mettent encore et toujours la symbiose entre l'Homme et la nature en avant et soulignent de différentes manières les beautés de la nature. Il laisse la nature comme elle est et essaie simplement de donner un cadre artistique à sa beauté pour la mettre en valeur afin que les gens y prennent plaisir. La citation de Manrique « créer avec une liberté absolue, sans angoisses et recettes, console l'âme et ouvre un chemin pour le plaisir de vivre », explique sa joie de vivre et son attitude qui consiste à vivre et à réaliser ce qu'il pense.

## Œuvres

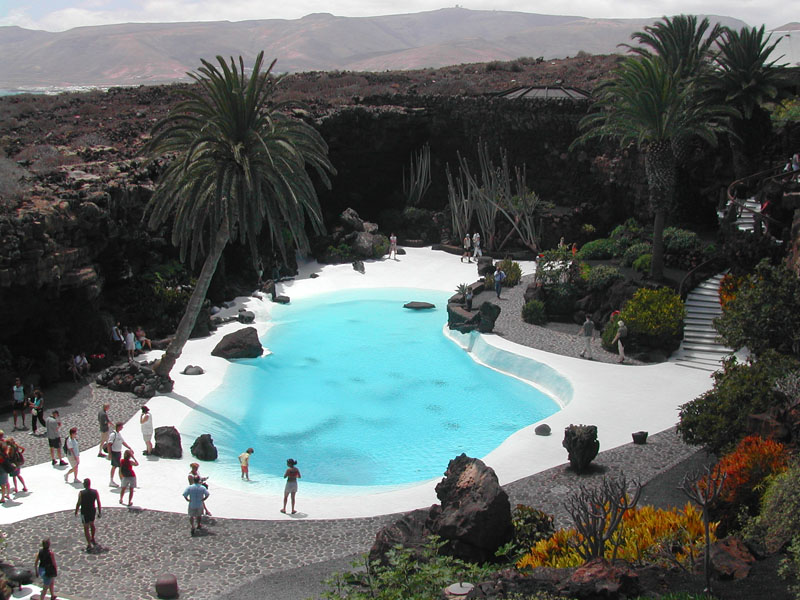
Piscine artificielle Jameos del Agua à Lanzarote.

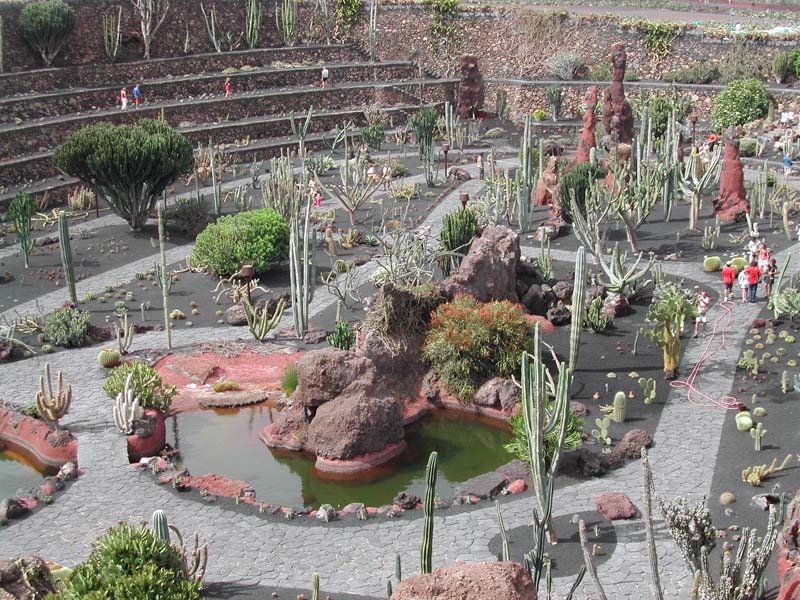
Jardin de Cactus à Lanzarote.

### Sur l'île de Lanzarote
- Casa Museo del Campesino (maison paysanne en architecture typique de Lanzarote)
- Casa Museo Monumento del Campesino (Monument situé au centre géographique de Lanzarote en hommage aux paysans de l'île qui découvrirent la porosité de la lave qui permet d'irriguer les champs grâce à sa faculté d'absorber la rosée. Le monument est réalisé en réservoirs d'eau récupérés sur des bateaux de pêche abandonnés.)
- Mirador del Río (édifié en 1973, belvédère situé sur les falaises de Famara, avec point de vue sur les îles voisines de La Graciosa, Montaña Clara, Alegranza, Roque del Oeste et Roque del Este. Le mirador se situe à l'emplacement où se trouvaient des canons (qu'on peut voir aujourd'hui un peu plus au nord) qui y avaient été installés à la fin du XIXe siècle, lors de la guerre qui opposait les États-Unis et Cuba).
- Jameos del Agua (premier projet d'envergure de Manrique, situé dans la partie émergente du Tunnel de l'Atlantide, relié à la grotte de Cueva de Los Verdes plus haut et salle de concert ouverte en 1977, avec 600 places assises à l'intérieur d'une caverne de lave).
- Jardin de Cactus (jardin qui présente plus de 1 100 espèces différentes de cactées et qui se trouve dans le village de Guatiza, dans une ancienne carrière)
- Taro de Tahíche (maison de Manrique construite sur cinq bulles de laves dans laquelle se trouve aujourd'hui la fundacíon César Manrique, une fondation artistique qui présente des œuvres de l'artiste ainsi que de Picásso, Miró, Tapiés, Soto et Zobel.)
- El Diablo (restaurant situé dans le parc national de Timanfaya, au milieu de volcans actifs avec un grill installé au-dessus d'un orifice volcanique)
- Museo Internacional de Arte Contemporaneo (musée d'art contemporain situé dans le fort Castillo de San José à Arrecife et qui abrite des peintures de Miró, Millares, Mompó, Oscar Dominguez, Gerardo Rueda, Eusebio Sempere, Agustín Cárdenas et de Manrique lui-même)
- 1974 : El Almacén (ancien centre culturel polyvalent à Arrecife, qui abrite aujourd'hui le département de la culture du gouvernement de l'île)
- Jardin et piscine de l'hôtel cinq étoiles Las Salinas à Costa Teguise et réalisé en 1977.
- El triunfador (1990 sculpture métallique située à proximité de la Fundacion César Manrique)
- Juguetes del viento (1992), sculpture mobile située au centre d'un rond-point à Arrieta.

### En dehors de Lanzarote
- Lago Martiánez (1969, piscines à l'eau de mer situées sur la côte nord de l'île de Tenerife à Puerto de la Cruz. Grâce à elles, la ville a gagné en attractivité touristique car la baignade était jusqu'alors relativement dangereuse dans le milieu naturel.)
- La Vaguada (1983, centre commercial à Madrid)
- Drapeaux pour le centre d'astrophysique Roque de los Muchachos sur l'île de La Palma (1985)
- La Peña (1989, belvédère sur l'île d'El Hierro) dominant Valle de El Golfo
- Mirador del Palmerejeo (1989, belvédère sur l'île de La Gomera) au-dessus de Valle Gran Rey